# العشاش
العشاش (به عربی: العشاش) یک منطقهٔ مسکونی در عربستان سعودی است که در استان مدینه واقع شده‌است.